# 布罗勒沙泰勒
布罗勒沙泰勒（法語：Braux-le-Châtel，法語發音：[bʁo lə ʃatɛl]）是法国上马恩省的一个市镇，属于肖蒙区。

## 地理
布罗勒沙泰勒（48°5'59"N, 4°56'40"E）面积10.62 平方千米，位于法国大東部大區上马恩省，该省份为法国东北部内陆省份，北起马恩省和默兹省，西接奥布省，西南接科多尔省，东南接上索恩省，东临孚日省。
与布罗勒沙泰勒接壤的市镇（或旧市镇、城区）包括：奥尔日、沃德雷蒙、艾藏维尔、雷讷河畔欧特勒维尔、布里孔。

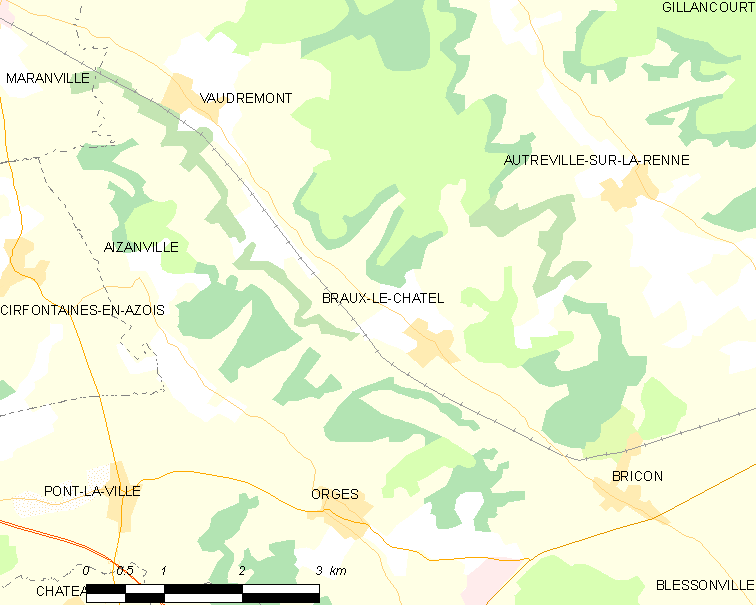
布罗勒沙泰勒的OSM定位图

布罗勒沙泰勒的时区为UTC+01:00、UTC+02:00（夏令时）。

## 行政
布罗勒沙泰勒的邮政编码为52120，INSEE市镇编码为52069。

## 政治
布罗勒沙泰勒所属的省级选区为沙托维兰县。

## 人口

1962-2008年间布罗勒沙泰勒人口变化图示

布罗勒沙泰勒于2022年1月1日时的人口数量为126人。